# Wago svorka
Wago svorka je bezšroubový druh svorek používaných v elektroinstalačních rozvodech. Stálý kontakt s vodičem zajišťuje přítlak pružiny, bez ohledu na průřez vodiče v daném rozsahu, který je uvedený pro konkrétní typ svorky. Wago svorky se vyrábí s různým počtem otvorů (2–8) pro různé typy vodičů (pevné, vícedrátové, jemně laněné apod.) v jedné či více řadách. Na rozdíl od tzv. „čokolády“ jsou tedy Wago svorky vhodné i pro spojení většího počtu vodičů než dvou.
Své jméno získaly tyto svorky díky výrobci a vynálezci pružinového spoje, společnosti WAGO, která se výrobě těchto svorek věnuje dodnes. Z pojmu „Wago svorka“ se stalo ustálené spojení, se kterým se lze setkat i při označení svorek jiných výrobců.